# Stradella (Sherwood)
Stradella ist ein erotisch-satirischer Roman von James Webster Sherwood, zugleich ein experimenteller, teilweise surrealistischer Text, der als Traveller’s Companion 101 in Maurice Girodias’ Pariser Verlag Olympia Press 1962 erschien.

## Inhalt
Stradella Fonteyn – eigentlich Stella Funtberg – ist eine alternde, aber sexuell immer noch attraktive Hollywood-Persönlichkeit, ehemals „Amourella, Göttin der Liebe“ und Königin des Mitternachts-Fernsehens, nun Bienenkönigin in einem kleinen Kreis von Bewunderern und Liebhabern, lauter mehr oder minder gescheiterte Gestalten in der Welt der Starlets, Gelegenheitsprostituierten, Ex-Promis und Nichtsnutzen, die alle darauf hoffen, es doch noch irgendwann einmal zu schaffen bei Film und Fernsehen. Ein junger Mann aus Los Angeles namens Archimedes Flum gerät in Stradellas Umfeld, verliebt sich leidenschaftlich in sie, wird von ihr entsprechend schlecht behandelt und zu einer Mixtur aus Butler, Zofe, Sklave gemacht und gelegentlich darf er auch den Liebhaber geben.
Der Roman ist aus der Perspektive von Archimedes erzählt, der sein Verstricktsein in die Scheinwelt Hollywoods teils trocken, teils zynisch beschreibt.
Der Anfang des Romans lautet:

„Once, meeting a girl whom it was fun talking to—whom, actually, I’d talked at—three weeks were spared from misery by her company. No longer did I ache from loneliness. I used to sit in my little black hole and carve soap. I used to get the neighbor’s cat and feel its pelt for fleas to snap. I used to drip some wax on flies and burn their wings off. But no more. That all was dispelled by this girl.“

„Als ich einmal ein Mädchen traf, mit dem es lustig war, sich zu unterhalten – mit dem ich mich tatsächlich unterhielt –, blieben mir durch ihre Gesellschaft drei Wochen Elend erspart. Nicht länger schmerzte mich die Einsamkeit. Früher saß ich in meinem kleinen schwarzen Loch und schnitzte Seife. Ich schnappte mir die Nachbarskatze und tastete ihr Fell ab, um Flöhe zu fangen. Früher habe ich Wachs auf Fliegen getropft und ihnen die Flügel abgebrannt. Aber das ist vorbei. Das alles wurde durch dieses Mädchen gebannt.“

Auch an anderen Stellen erscheinen immer wieder surrealistisch anmutende Wendungen und Metaphern: „Sie stand so nah, dass ich versehentlich ihre Lippen verschluckte“, heißt es von der ersten Begegnung des Erzählers mit Stradella. Oder: „Ich warf sie gegen eine Wand. Sie stopfte mich in eine Schublade. Ich spielte in ihrer Muschi, ein Kätzchen im Pudding. Sie seufzte und schwang sich von einer Lampe. Ich kroch an den Jalousien hoch.“

## Publikation
Die Publikationsgeschichte war ähnlich surrealistisch wie das Buch selbst. James Sherwood schrieb:

„Stradella was written, a chapter a Saturday, during the Federal Unemployment Extension Act of 1959. Each of the first dozen chapters was read by me to a church group in exchange for dinner and society. These chapters were bought by an American publisher, and rejected. Stradella was returned with oaths and sent to Paris. Two years later I asked The Olympia Press if she was lost. Yes. Then, one August afternoon, Olympia wrote again: she was found and would be published. I had a sunstroke, went deaf, was fired, had my fiancée elope with my boss, my mother gave me a round trip to Europe, and my cat was hit by a car. All this occurred in one hour and a half. While in Italy, I was robbed of nine novels, Stradella too, as well as my clothes and money. Returning to Paris with pajamas, I found employment teaching English in society at a school for dunces. In Genoa, an unknown gentleman by the name of Antonio Cavalinni found the notes and scripts of twelve novels, two reels of film, and my sunglasses in a trash barrel in the port. The Italian police gave them to the American Consulate General. A Mr. Donald Baltshak wrote my little sister who sent the thirteen dollars freight. I have worked on them ever since. Stradella was finished, altered by an Egyptian proofreader, saved from the press and rewritten by me from memory in 36 hours at a self-service café.“

„Stradella wurde während des Federal Unemployment Extension Act von 1959 geschrieben, jeden Samstag ein Kapitel. Das erste Dutzend Kapitel las ich einer kirchlichen Gruppe vor, im Austausch für Abendessen und Gesellschaft. Das Manuskript wurde von einem amerikanischen Verlag gekauft und dann abgelehnt, mit Fluchformeln zurückgesandt und nach Paris geschickt. Zwei Jahre später fragte ich bei Olympia Press an, ob es verschollen sei. Ja. Dann, an einem Nachmittag im August, schrieb Olympia erneut: Stradella sei gefunden und würde veröffentlicht werden. Ich hatte einen Sonnenstich, wurde taub, wurde gefeuert, meine Verlobte brannte mit meinem Chef durch, meine Mutter schenkte mir eine Rundreise nach Europa, und meine Katze wurde von einem Auto überfahren. All dies geschah innerhalb von eineinhalb Stunden. Während meines Aufenthalts in Italien wurden mir neun Romane geraubt, auch Stradella, sowie meine Kleidung und mein Geld. Als ich mit einem Schlafanzug nach Paris zurückkehrte, fand ich eine Anstellung als Englischlehrer an einer Schule für Schwachköpfe. In Genua fand ein unbekannter Herr namens Antonio Cavalinni in einer Mülltonne im Hafen die Notizen und Drehbücher von zwölf Romanen, zwei Filmrollen und meine Sonnenbrille. Die italienische Polizei übergab sie an das amerikanische Generalkonsulat. Ein Mr. Donald Baltshak schrieb meiner kleinen Schwester, die dreizehn Dollar Frachtgeld schickte. Seitdem habe ich daran gearbeitet. Stradella wurde fertiggestellt, von einem ägyptischen Lektor geändert, vor der Presse gerettet und von mir in 36 Stunden in einem Selbstbedienungscafé aus dem Gedächtnis neu geschrieben.“

Nicht alle abstrusen Details dieser Schilderung sind erfunden. Ursprünglich war das Werk von McGraw-Hill angenommen worden, die es Truman Talley von Signet für die Taschenbuchrechte anboten. Der allerdings lehnte ab, da Signet bereits eine ganz ähnliche Hollywood-Geschichte gekauft habe, nämlich There Must be a Pony! von James Kirkwood (1961; deutsch als: Da muss doch ein Pony sein. Übersetzt von Günther Huster. Krüger, Hamburg 1963). Talley spekulierte über die Ähnlichkeiten der Autorennamen James Kirkwood bzw. James Sherwood, es war die Rede von Plagiat und es wurde mit Klage gedroht, worauf McGraw-Hill seine Zusage zurückzog.
Schließlich landete das Manuskript beim Pariser Verlag Olympia Press, ging dort prompt verloren und wurde wiedergefunden, dann in Italien gestohlen und erneut wiedergefunden. Zwischendurch aus dem Gedächtnis rekonstruiert, vom Verlag in der Erstausgabe gekürzt und die Kürzungen für die Ausgabe bei Grove Press wieder hergestellt. Die gekürzte Ausgabe erschien noch einmal in der New English Library in England, wurde dort verboten, dann wurde das Verbot wieder aufgehoben und das Buch wurde zum Bestseller. Bei einem Dinner anlässlich der Aufhebung des Verbots trat der Pariser Verleger Maurice Girodias als Autor von Stradella auf.
Bei Olympia Press wurde Stradella von Marilyn Meeske betreut, auch Autorin im Olympia Verlag. Gegenstand des ursprünglichen Vertrags zwischen Sherwood und Olympia Press war eine Serie von Romanen, von denen Stradella nur der erste gewesen wäre. Aufgrund der chaotischen Geschichte von Olympia Press, der bestenfalls unregelmäßigen Zahlungen und der Eigenmächtigkeiten von Girodias und des schließlichen Bankrotts des Verlags kam es aber nie zu weiteren Veröffentlichungen. In einem Brief an Patrick J. Kearney vom 2. Juni 1996 schreibt Sherwood, er habe tatsächlich einen Zyklus von neun Romanen unter dem Titel The Hollywood Opera geschrieben und würde zusammen mit Meeske eine Veröffentlichung vorbereiten. Von einer solchen ist allerdings nichts bekannt.

## Ausgaben
- Erstausgabe: Stradella. The Traveller’s Companion No. 89. Olympia Press, Paris 1962.
- UK-Ausgabe: Stradella. The Olympia Press traveller's companion series No. 101. New English Library, London 1966.
- US-Ausgabe: Stradella. Revised Edition. Grove Press, New York, [1967].
- Stradella. Auszug in The Olympia Reader : Selections From the Traveller's Companion Series. Hrsg. von Maurice Girodias. Grove Press, 1965, S. 99–118.